# Chuỗi nhà hàng Oliver & Bonacini

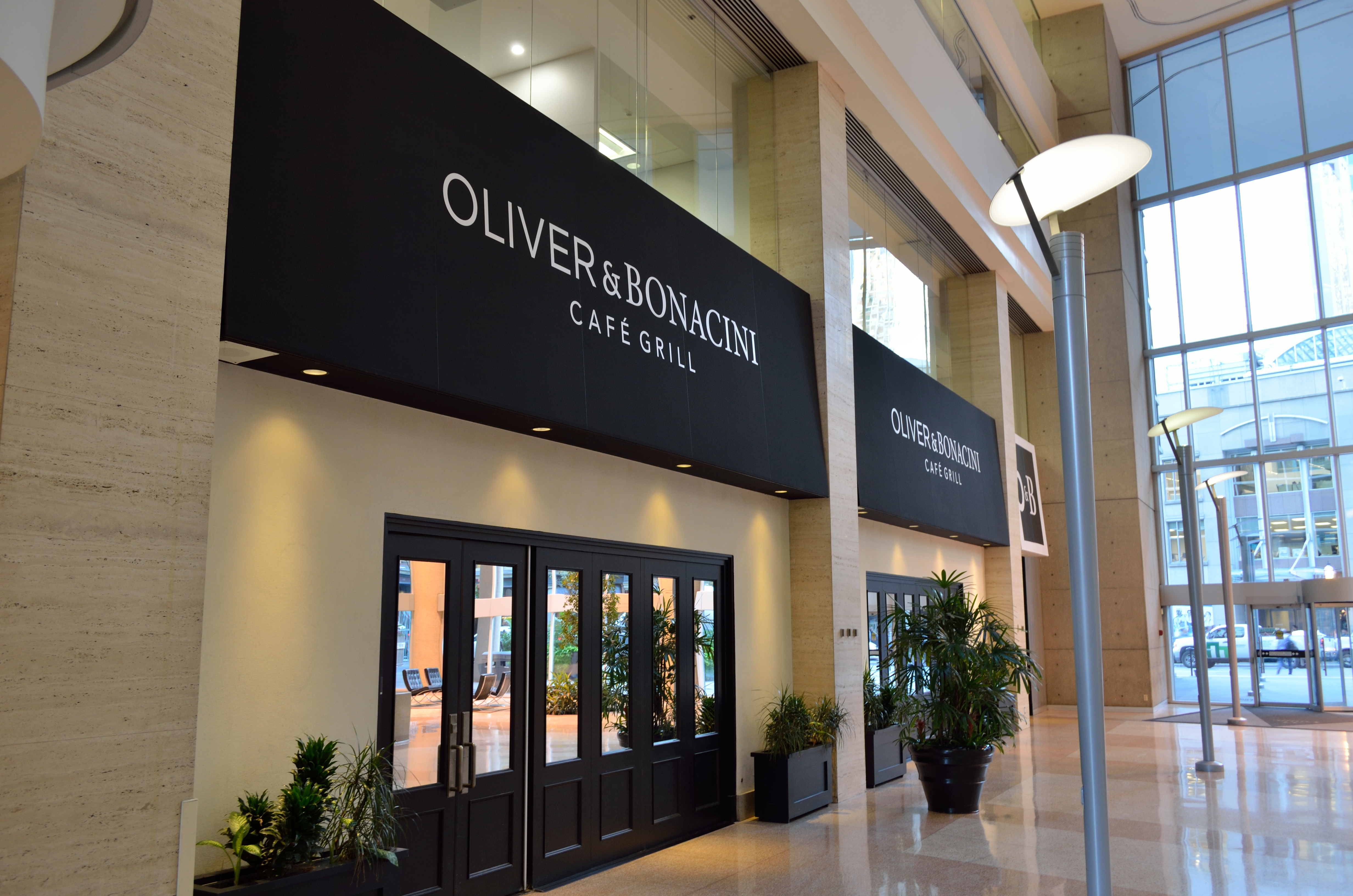
Quán cà phê và đồ nướng Oliver & Bonacini ở trung tâm thành phố Toronto

Chuỗi Nhà hàng Oliver & Bonacini còn được gọi là O & B là một công ty giải trí và khách sạn của Canada. Có trụ sở tại Toronto, nó được thành lập vào năm 1993 như một sự hợp tác giữa Peter Oliver và Michael Bonacini khi họ mở sự hợp tác đầu tiên - một nhà hàng tên Jump.
Trong những năm kể từ đó, công ty đã mở rộng và hiện đang sở hữu nhiều địa điểm và tài sản trong và xung quanh Toronto. Theo The Globe and Mail, năm 2013, công ty có một đội ngũ 1.200 người.

## Nhà hàng

### Jump
Hoạt động trong hơn hai thập kỷ, Jump là nhà hàng hàng đầu của O & B. Trong thời gian đó, nó đã trở thành một điểm ăn trưa và ăn tối nổi tiếng tại Khu tài chính của Toronto.
Khi nó được mở tại góc của Bay & Đông Wellington vào cuối năm 1993 trong thời kỳ suy thoái đầu thập niên 1990 ở Canada, Jump là một khoản đầu tư lớn của cựu doanh nhân chứng khoán và một doanh nhân bất động sản người Nam Phi, Peter Oliver, người đã từng là một chủ nhà hàng năng động ở Toronto từ năm 1978 và Michael Bonacini, 33 tuổi, người đã thành danh với tư cách là đầu bếp tại Centro, một địa điểm bán ẩm thực Ý nổi tiếng thuộc sở hữu của Franco Prevedello tại Yonge và Eglinton. Ngoài ra, vào thời điểm đó, Oliver còn sở hữu các nhà hàng ở các khu vực khác ở Toronto, Oliver's Old Fashioned Bakery và Oliver's Bistro (cũng ở khu vực Yonge và Eglinton), Bofinger Brasserie (gần Yonge & St. Clair) và Auberge du Pommier (ở Bắc York gần Yonge và); mặc dù ông đã mở Jump như một sự hợp tác với Bonacini vào năm 1993, Oliver vẫn giữ quyền sở hữu duy nhất của bốn nhà hàng đó. Sự hợp tác của họ xảy ra gần như tình cờ - Oliver đã thiết lập dự án Jump trong nhiều năm trước khi đầu bếp của anh ta thất bại và anh ta quay sang Bonacini, người là bếp trưởng điều hành tại Centro, bên kia đường từ Oliver's Old Fashioned Bakery.
Nằm liền kề với lối đi được phủ kính cũ ở Commerce Court East, Jump nhằm mục đích mang đến một nhà hàng / quán bar theo phong cách New York với thực đơn lạ mắt. Ra mắt với một bữa tiệc sôi động với 600 khách và một ban nhạc rock, nhà hàng nhanh chóng trở thành nơi yêu thích của đám đông ăn trưa.
Vào tháng 2 năm 2013, trước lễ kỷ niệm 20 năm, nhà hàng đã đóng cửa một tháng để trải qua nâng cấp 1 triệu đô la Canada bao gồm lắp đặt thiết bị âm thanh hiện đại để đáp ứng tốt hơn nhu cầu của khách hàng đặt chỗ. cho các cuộc họp kinh doanh tư nhân  cũng như cải tạo phòng ăn, quầy bar và nhà bếp.

### Canoe
Năm 1995, sau sự thất bại nhanh chóng của Chapeau (dự án đầu tiên của O & B kể từ khi Jump bắt đầu), công ty đã chấp nhận lời đề nghị từ chủ nhà TD Bank Tower về việc mở một nhà hàng trên tầng 54 của tòa nhà nơi một quán rượu nho đang gặp khó khăn hoạt động. điểm. Một nhà hàng mới có tên Canoe khai trương vào ngày 21 tháng 9 năm 1995  và nhanh chóng biến thành một người chiến thắng lớn khác cho O & B, vào cuối những năm 2000 tạo ra doanh thu từ 6 đến 7 triệu đô la hàng năm. Vào tháng 5 năm 2015, gần 20 năm sau khi nhà hàng mở cửa, Chris Nuttall-Smith của The Globe & Mail đã trao tặng Canoe bốn ngôi sao, gọi nhà hàng là "tươi hơn, tham vọng hơn, trau chuốt hơn và cam kết hơn ngày hôm nay với sứ mệnh tuyệt vời của Canada hơn bao giờ hết. " 

### Auberge du Pommier

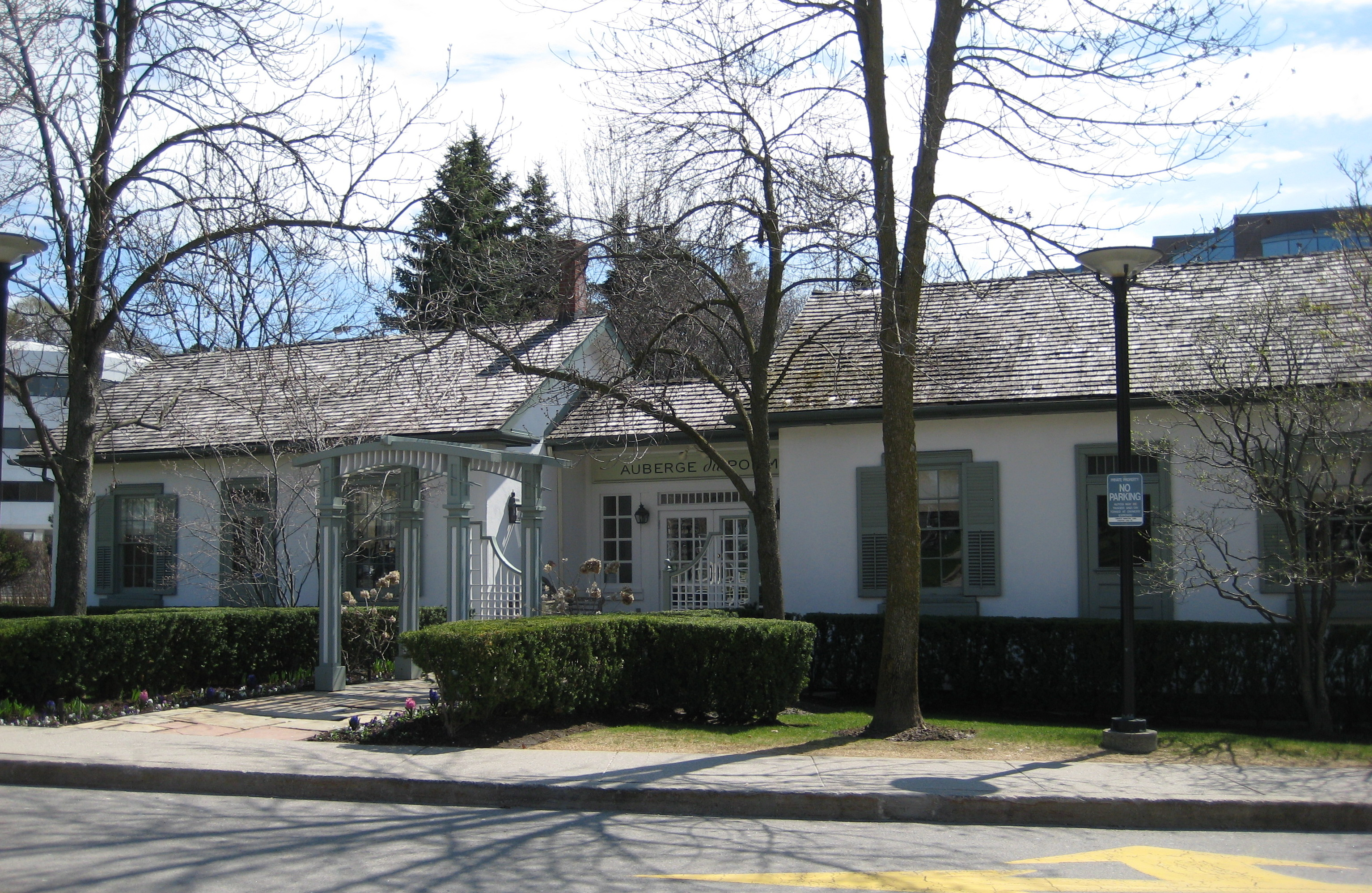
Auberge du Pommier trong khu phố York Mills của Toronto.

Khai trương vào năm 1987 tại khu phố York Mills giàu có Bắc York, thuộc quyền sở hữu duy nhất của Peter Oliver, địa điểm ẩm thực cao cấp của Pháp, khách du lịch, du khách, được điều hành dưới sự chỉ huy của ông cho đến năm 1997 khi đối tác của Oliver trong công ty O & B đang lên Michael Bonacini tham gia vào cơ cấu sở hữu của nó. một người đồng sở hữu. Do đó, nhà hàng sau mười năm được đặt dưới tên O & B.
Nằm trong một ngôi nhà giữa thế kỷ 19 ban đầu được xây dựng ở Hoggs Hollow gần đó trước khi được chuyển đến vị trí hiện tại, nhà hàng cung cấp các diễn giải tinh tế và hiện đại về các món ăn cổ điển của Pháp. Đầu bếp điều hành của nó là Marc St. Jacques, người đã đảm nhiệm vị trí này vào năm 2011 trước đây đã từng làm việc dưới thời đầu bếp nổi tiếng Michael Mina tại nhà hàng Michael Mina của ông tại Bellagio ở Las Vegas.

## Liên quan
1. 1 2  Galt, Virginia (ngày 18 tháng 2 năm 2013). "Restaurants need to innovate or be eaten". The Globe and Mail. Truy cập ngày 9 tháng 11 năm 2015.
2. 1 2 3  Eastwood, Joel (ngày 12 tháng 11 năm 2013). "Jump: Bay Street fixture celebrates 20 years". Toronto Star. Truy cập ngày 9 tháng 11 năm 2015.
3. ↑  Centro Toronto (1987-2013)
4. 1 2  Mintz, Coreyl (ngày 8 tháng 4 năm 2011). "Their gamble grew into an empire". Toronto Star. Truy cập ngày 10 tháng 11 năm 2015.
5. ↑  "Jump". Bản gốc lưu trữ ngày 5 tháng 3 năm 2016. Truy cập ngày 30 tháng 6 năm 2020.
6. ↑  O&B blog
7. ↑  Nuttall-Smith, Chris (ngày 26 tháng 10 năm 2012). "Auberge du Pommier: Seduction made safe". The Globe and Mail. Truy cập ngày 16 tháng 11 năm 2015.

## Liên kết ngoại
- Trang web chính thức